# Rejon sośnicki
Rejon sośnicki – jednostka administracyjna wchodząca w skład obwodu czernihowskiego Ukrainy.
Rejon utworzony w 1935, ma powierzchnię 916 km² i liczy około 25 tysięcy mieszkańców. Siedzibą władz rejonu jest Sośnica.
Na terenie rejonu znajdują się 1 osiedlowa rada i 18 silskich rad, obejmujących w sumie 41 wsi i 1 osadę.